# TV 1000
TV 1000 – kanał filmowy prezentujący w Polsce filmy z lat 1970–2010, w Skandynawii również najnowsze produkcje. Należał do szwedzkiej Grupy Medialnej MTG, jego dystrybucją zajmował się Viasat. W krajach skandynawskich 3 marca 2012 roku TV1000 został zastąpiony kanałem Viasat Film, podobnie zastąpiono też wersje dla krajów Europy Wschodniej. Natomiast TV1000 Polska zakończył nadawanie 16 stycznia 2013.

## Dostępność
TV 1000 można było oglądać między innymi w krajach skandynawskich, Europie Wschodniej i części Azji. Od 5 marca 2007 kanał nadawany był z polską wersją językową.

## TV1000 Polska
Polska wersja kanału TV1000 została przygotowana wyłącznie dla polskiego odbiorcy na jeden rynek (pozostałe kanały Viasat są tworzone na kilka rynków jednocześnie, z właściwą ścieżką językową). Kanał prezentował filmy w polskiej wersji językowej (czytanej przez lektora), które nadawane były bez reklam, przez 24 godziny na dobę przez 7 dni w tygodniu. Kanał znajdował się w ofercie operatorów sieci kablowych, platformie Orange TV (starsze pakiety), a w latach 2007–2010 także na platformie Cyfrowy Polsat.
Zawartość programową TV1000 stanowiły różne produkcje filmowe, kino akcji, fantastyka naukowa, thrillery, dramaty, komedie, musicale, kryminały, romanse i filmy erotyczne. W Polsce kanał zakończył nadawanie 15 stycznia 2013.

## TV1000 na świecie
TV1000 jest dobrze znaną marką w Skandynawii, wprowadzoną na tamten rynek w 1989 roku. Dzisiaj obecność TV1000 w tym regionie reprezentowana jest przez sześć kanałów. Na przestrzeni kolejnych lat zasięg nadawania TV1000 rozszerzył się na Europę Środkową i Wschodnią, gdzie reprezentują go takie kanały, jak: TV1000 East. Na tych terytoriach TV1000 jest częścią minipakietów, w skład których wchodzą także: Viasat History, Viasat Explorer, Viasat History, Viasat Sport 2, Viasat Sport 3 i Viasat Sport East. Minipakiety telewizji płatnej Viasat sprzedawane są w 18 krajach Europy Środkowej i Wschodniej.
Obecnie w Europie kanał nadaje pod nazwą Viasat Film.